# Independence Stadium (Oshakati)
Das Independence Stadium (auch selten Oshakati Independence Stadium) ist ein Fußballstadion in der namibischen Stadt Oshakati im Norden des Landes. Es ist die Heimspielstätte des Fußballvereins Oshakati City. Im Februar 2008 kamen zwei Zuschauer bei großen Überschwemmungen ums Leben.

## Renovierungen
Das Stadion wurde 2003 nach sieben Jahren Bauzeit errichtet und musste nur wenige Monate später für mehr als € 8000 aufgrund von Baumängeln repariert werden. 2010 wurde das Stadion erneut renoviert und die Kapazität um 1000 Sitzplätze ausgebaut. 2013 wurde erneut für 300.000 Namibia-Dollar renoviert. Mitte 2014 wurde von erneuten Baumängeln gesprochen.
Im September 2019 wurde eine weitere Renovierung für eine Million Namibia-Dollar angekündigt.
Mitte 2022 teilte die Stadtverwaltung von Oshakati mit, dass die das Stadion übernehmen wolle, um den Renovierungsstau zu beenden. Im April 2025 wurde durch den namibischen Staat ein Ausbau und Sanierung des Stadions in Aussicht gestellt.